# Halowe Mistrzostwa Europy w Lekkoatletyce 1977 – skok wzwyż kobiet
Skok wzwyż kobiet – jedna z konkurencji technicznych rozgrywanych podczas halowych lekkoatletycznych mistrzostw Europy w hali Velódromo de Anoeta w San Sebastián. Rozegrano od razu finał 12 marca 1977. Zwyciężyła reprezentantka Włoch Sara Simeoni. Tytułu zdobytego na poprzednich mistrzostwach nie obroniła Rosemarie Ackermann z Niemieckiej Republiki Demokratycznej, która tym razem zajęła 9. miejsce.

## Rezultaty
Rozegrano od razu finał, w którym wzięło udział 13 zawodniczek.

Opracowano na podstawie materiału źródłowego.
| Poz. | Zawodniczka         | Reprezentacja | 1,60 | 1,70 | 1,75 | 1,80 | 1,83 | 1,86 | 1,89 | 1,92 | 1,96 | Wynik | Uwagi |
| ---- | ------------------- | ------------- | ---- | ---- | ---- | ---- | ---- | ---- | ---- | ---- | ---- | ----- | ----- |
| 01 ! | Sara Simeoni        | Włochy        | –    | o    | o    | o    | o    | xo   | xxo  | xo   | xxx  | 1,92  | =     |
| 02 ! | Brigitte Holzapfel  | RFN           | –    | –    | o    | o    | o    | o    | o    | xxx  |      | 1,89  |       |
| 03 ! | Edit Sámuel         | Węgry         | –    | o    | o    | o    | o    | o    | xxx  |      |      | 1,86  |       |
| 4.   | Andrea Mátay        | Węgry         | –    | –    | o    | o    | o    | xo   | xxx  |      |      | 1,86  |       |
| 5.   | Erika Rudolf        | Węgry         | –    | o    | o    | o    | o    | xxx  |      |      |      | 1,83  |       |
| 6.   | Jordanka Błagoewa   | Bułgaria      | –    | o    | o    | o    | xo   | xxx  |      |      |      | 1,83  |       |
| 7.   | Sabine Fenske       | RFN           | –    | o    | o    | o    | xxx  |      |      |      |      | 1,80  |       |
| 7.   | Snežana Hrepevnik   | Jugosławia    | –    | o    | o    | o    | xxx  |      |      |      |      | 1,80  |       |
| 9.   | Rosemarie Ackermann | NRD           | –    | –    | xo   | o    | xx–  |      |      |      |      | 1,80  |       |
| 10.  | Susann Sundkvist    | Finlandia     | –    | –    | o    | xo   | xxx  |      |      |      |      | 1,80  |       |
| 11.  | Sylvie Prenveille   | Francja       | o    | o    | xxo  | xxo  | xxx  |      |      |      |      | 1,80  |       |
| 12.  | Izabel Mozún        | Hiszpania     | o    | xo   | o    | xxx  |      |      |      |      |      | 1,75  |       |
| 13.  | Elżbieta Krawczuk   | Polska        | –    | o    | xo   | xxx  |      |      |      |      |      | 1,75  |       |